# Лісовенко Дмитро Іванович
Дмитро́ Іва́нович Лісове́нко (25 грудня 1982 —12 лютого 2015) — солдат Збройних Сил України.

## Короткий життєпис
Дмитро Іванович народився 25 грудня 1982 року в місті Суми, в сім'ї робітників.
З 1990 по 2000 рік навчався в навчально-виховному комплексі «Загальноосвітня школа І—ІІІ ступенів, гімназія № 7» м. Суми.
З 01.09.1999 р. по 30.06.2001 р. — навчання в Сумському професійно-технічному училищі № 2, здобув спеціальність слюсаря-ремонтника 4 розряду.
З 2001 по 2003 рік проходив військову службу в лавах ЗСУ, в танковій бригаді в місті Новоград-Волинський.
08.07.2003 року прийнятий на роботу до ПАТ «Сумське НВО ім. М. В. Фрунзе» (цех № 22) на посаду слюсаря-ремонтника 4 розряду.
З 22.09.2008 року працював майстром дільниці 1 групи цеху № 22.
З 19.11.2012 року по серпень 2014 року — старший майстер дільниці 1 групи цеху № 22.
З 2004 по 2010 рік здобував вищу освіту, Сумський державний університет (спеціальність — економіка підприємства, кваліфікація — спеціаліст з економіки підприємства).
З серпня 2014 року проходив службу на Сході України на посаді командира бойової машини 1 роти 40-го окремого мотопіхотного батальйону 17-ї окремої танкової бригади ЗСУ.
12 лютого 2015 року виконував бойове завдання й загинув під час мінометного обстрілу, вчиненого терористами в с. Новогригорівка, Бахмутського району, Донецької області.
Вважався зниклим безвісти.
Вдома лишилися дружина Ірина та двоє неповнолітніх дітей — Данило (2010 р.н.) та Тимофій (2013 р.н.).
Похований 6 березня 2015-го в Сумах на Центральному кладовищі, Алея поховань Почесних громадян.

## Нагороди
За особисту мужність і героїзм, виявлені у захисті державного суверенітету та територіальної цілісності України, вірність військовій присязі під час російсько-української війни, відзначений — нагороджений
- 27 червня 2015 року — орденом «За мужність» III ступеня (посмертно).
- Рішенням Сумської міської ради від 02 грудня 2015 року № 15-МР Дмитру Івановичу було присвоєне звання «Почесний громадянин міста Суми» (посмертно).